# Das Musikinstrument
Das Musikinstrument war ein Fachmagazin für Instrumentenbau, Musikwissenschaft und Musikalienhandel im Verlag PPV Medien und erschien als Abonnementzeitschrift 11-mal jährlich. Nach Eröffnung des Insolvenzverfahrens des Verlags zum 1. März 2024 wurde das Erscheinen eingestellt.
Gegründet im Jahr 1951 war Das Musikinstrument die älteste Fachzeitschrift der Branche. Die Printausgabe wurde seit 1995 ergänzt durch einen Webauftritt.

## Inhalt
Das Musikinstrument definierte sich nach eigener Darstellung zuletzt als unabhängige Kommunikationsplattform der Musikinstrumentenbranche. Das Magazin berichtete über Personalien und Neuigkeiten der Branche, vom Vertriebswechsel bis zur Geschäftsübernahme und lieferte dazu Analysen, Trends und aktuelle Informationen. Es wurden auch Produktneuheiten aller Instrumentengattungen vorgestellt.
Die Rubrik „Management + Unternehmen“ informierte über Personen, Firmen oder Events in der Branche. Auch Trends in Business- und Technik wurden aufgezeigt und diskutiert. Zusätzlich porträtierte Das Musikinstrument in jeder Ausgabe Einzelhandelsgeschäfte und Handwerksbetriebe jeder Größe.

## Redaktion
Chefredakteur des Magazins war Nils Bartsch. Das Team der freien Mitarbeiter setzte sich aus erfahrenen Fachautoren aus den Bereichen Sales, Marketing, Logistik sowie Steuern und Finanzen zusammen.

## Webauftritt
Im öffentlichen Bereich des Webauftritts befanden sich tagesaktuellen Branchen-News sowie Produkt- und Event-Vorstellungen. Die Themen der aktuellen Ausgabe wurden ebenfalls dargestellt. Ergänzend zum Heft bot der Webauftritt Bildergalerien passend zu den Heftartikeln und einen Videobereich. Eine Jobbörse war ebenfalls vorhanden. Mit Einstellung des Titels wurde auch die Internetseite von Netz genommenen. 
Der Abonnentenbereich enthielt das jeweils aktuelle Heft als elektronische Zeitung und verfügte über ein Artikelarchiv der vergangenen Ausgaben.